# レイチェル・ゾー
レイチェル・ゾー（Rachel Zoe、1971年9月1日 - ）はアメリカ合衆国のファッションスタイリスト。セレブリティ、ファッションハウス、広告代理業者、雑誌エディタで働くことで知られる。2008年にブラボーで彼女のリアリティ番組『レイチェル・ゾー・プロジェクト』が放送開始された。

## 生い立ち
レイチェル・ゾー・ローゼンツァイク（Rachel Zoe Rosenzweig）として生まれた。ジョージワシントン大学で社会学と心理学を学ぶ。スタイリストとして働く以前は雑誌『ゴッサム』と『YM』に勤務した。

## 経歴
ゾーはスタイリストとして過去にキャメロン・ディアス、リンジー・ローハン、ミーシャ・バートン、ニコール・リッチー、キーラ・ナイトレイを担当した。現在のクライアントに、ジェニファー・ガーナー、ケイト・ハドソン、ケイト・ベッキンセイル、デブラ・メッシング、デミ・ムーア、ジョイ・ブライアント、モリー・シムズ、エヴァ・メンデス、アン・ハサウェイがいる。
メディアは、ゾーがクライアントの体重に影響を与えていると疑った。彼女はそれについて以下のように答えている。

「私がやせているからといって、彼らのスタイルや、何を食べるかに影響を与えているというのは公平じゃないと思うの。私がメキシコからやせ薬を手に入れて、それを配っているというとんでもない噂があったわ。でも私は1度もコカインをやったことはない。ドラッグは試したことがないのよ。だって私は自分を厳しく律するタイプなんですもの。」

ゾーは他のスタイリストとは異なり、クライアントと同じくらい魅力的なドレスをまとってレッドカーペットの上に現れることで知られている。ペレスヒルトン・ドットコムのエディター、マリオ・ラヴァンデイラは雑誌『W』で述べた。

「私が気付いたのは、スタイリストというのはレッドカーペットに近づくとジーンズを着て変装する努力を意識的にするということだ。クライアントを差し置くことを嫌う。しかしレイチェルは彼女のクライアントと同様に着飾り、リポーターと話す。」

その他の顕著な協同：
- アクセサリーメーカー、ジュディス・リーバーのラグジュアリーバッグの制作に協力した[7]。
- サムスンの携帯電話BlackJackの広告キャンペーンの相談役を務めた[8]。
- Piperlime.com、ギャップIncの靴とバッグのウェブサイトの顧問[9]。

### リアリティ番組
2008年9月にブラボーでリアリティ番組『レイチェル・ゾー・プロジェクト』の放送が開始された。シリーズはゾー、彼女の同僚2人、夫のロジャー・バーマンの姿を追う。シーズン2は2009年8月24日に初公開した。

### ファッション・ブランド
ゾーは「ビンテージに感化された、（そして）入手可能な」ファッション・ラインを開始した。それは「服、宝石、ハンドバッグと香水」を含む。2007年10月3日に、『Style A to Zoe:The Art of Fashion, Beauty, and Everything Glamour』というタイトルの本を発表した。

## 私生活
1996年に投資銀行家のロジャー・バーマンと結婚。2011年3月23日に、男児（スカイラー・モリソン・バーマン）を出産。